# Koncert Live Earth w Rio de Janeiro
Południowoamerykański koncert serii Live Earth odbył się 7 lipca 2007 roku na plaży Copacabana w Rio de Janeiro w Brazylii. Koncert ten był jednym z dwóch, na które wstęp był całkowicie wolny (drugim był koncert w Waszyngtonie). Występ w Rio de Janeiro zaczął się najpóźniej spośród wszystkich koncertów na całym świecie, ale zakończył się wcześniej niż występ w Nowym Jorku. 
Kilka dni przed wydarzeniem prokurator stanowy próbował nie dopuścić do koncertu, uzasadniając to niedostateczną ochroną policyjną. Dzień później zdecydowano ostatecznie, iż koncert odbędzie się zgodnie z planem. Na plaży zgromadziło się ponad 400,000 ludzi - mniej niż na wolnym koncercie The Rolling Stones 18 lutego 2006, na którym publiczność wyniosła 1,000,000 fanów. Mimo to liczba ludzi na koncercie w Rio de Janeiro w pełni zadowoliła organizatorów. O sto tysięcy mniej osób, bo 300,000 bawiło się wcześniej na Copacabana podczas koncertu Lenny'ego Kravitza 21 marca 2005 roku. Występ Kravitza odbył się jednak w innej, specjalnie wydzielonej części plaży. Koncerty The Rolling Stones i Live Earth odbyły się z kolei w tym samym miejscu, przed ekskluzywnym hotelem Copacabana Palace.

## Występy
Występy przedstawione w oryginalnej kolejności.
- Xuxa - "Tesoura Sem Fim" i "Mega Mix/Outro"
- Jota Quest - "Dias Melhores", Além Do Horizonte", "É Pra Lá que Eu Vou" i "Até Onde Vai"
- MV Bill - "Emivi" i "Estilo Vagabundo"
- Marcelo D2 - "À Procura da Batida Perfeita", "Rapping" i "Qual É"
- Pharrell Williams - "Lapdance" i "She Wants to Move"
- O Rappa - "Bye Brother" i "Me Deixa"
- Macy Gray - "I Try", "Everybody", "Treat Me Like Your Money", "Sexual Revolution", "Oblivion" i "Give Peace a Chance"
- Jorge Ben Jor - Jorge da Capadocia", "Medley: "Menina/Chove Chuva/País Tropical/Mas Que Nada" i "Taj Mahal/Cidade Maravilhosa"
- Lenny Kravitz - "Are You Gonna Go My Way", "Let Love Rule", "Bring it on", "American Woman", "Calling All Angels", "Always On The Run" i "Where Are We Runnin'?"

## Odbiór

### Telewizja
W Stanach Zjednoczonych do transmisji koncertu prawa posiadała wyłącznie sieć NBC.
W Polsce transmisja na żywo trwała niemal bez przerwy w TVP Kultura.

### Internet
Portal MSN był w całości odpowiedzialny za przekaz online koncertu.